# Clavaria atroumbrina
Clavaria atroumbrina är en svampart som beskrevs av Corner 1950. Clavaria atroumbrina ingår i släktet Clavaria och familjen fingersvampar.   Inga underarter finns listade i Catalogue of Life.